# タイガーミルク
『タイガーミルク』（Tigermilk）は、スコットランドのバンド、ベル・アンド・セバスチャンが1996年に発表した初のスタジオ・アルバム。当時はアナログLPが1000枚限定で発売され、バンドのブレイク後の1999年に初CD化された。

## 背景
バンドの中心人物スチュアート・マードックは、仕事のないミュージシャンを救済するための福祉政策「ビートボックス」を利用して、スチュアート・デヴィッドらと共に4曲入りのデモ音源を制作し、それがデヴィッドのルームメイトであったリチャード・コルバーン（後にバンドの正式ドラマーとなる）の興味を引きつけた。コルバーンは当時、Stow College（本作のオリジナルLPの発売元「エレクトリック・ハニー」を学内レーベルとして抱えていた）で音楽ビジネスを学んでおり、バンドは同大学の協力を得て、本作を5日間（ミキシングも含む）で制作した。
本作のジャケットには、マードックの当時のガールフレンドが、バスタブの中でトラのぬいぐるみを授乳しているかのように抱きしめる写真が使用された。
マードックは当時のベル・アンド・セバスチャンに大きな影響を与えたバンドとして、レフト・バンク、ゾンビーズ、そしてアーサー・リー率いるラヴを挙げている。

## リイシュー
バンドのブレイク後、本作のオリジナルLPは850ポンドとも言われる高額のプレミアが付いた。そして、1999年7月7日には本作のリマスターCDが日本先行で発売され、同年7月12日にはイギリス盤CDも発売された。
リマスターCDは、1999年7月24日付の全英アルバムチャートで初登場13位となり、合計5週トップ100入りした。また、スウェーデンでは1999年7月15日付のアルバム・チャートで初登場60位となり、翌週には最高15位を記録して、合計6週トップ60入りした。

## 評価
Stephen Thomas Erlewineはオールミュージックにおいて5点満点中4点を付け「表面的には穏やかだが、マードックの皮肉っぽい歌詞と頑強な職人芸の力強さが際立っており、それらはベル・アンド・セバスチャンのキャリアを決定づけた」と評している。また、『CDジャーナル』のミニ・レビューでは「ポップと呼ぶにはビターで、ロックと呼ぶには非攻撃的な、憂鬱と切なさの中間を突いてくるサウンドは唯一無比といえよう」と評されている。

## 収録曲
全曲ともスチュアート・マードック作。
1. 僕はこんなさ - "The State I Am In" - 4:57
2. みんなの望むわたし - "Expectations" - 3:34
3. She's Losing It（傷だらけの女の子） - "She's Losing It" - 2:22
4. ベイビー、ベイビー・ガール - "You're Just a Baby" - 3:41
5. エレクトロニック・ルネッサンス - "Electronic Renaissance" - 4:50
6. 見てはならぬ夢 - "I Could Be Dreaming" - 5:56
7. ルール・ザ・スクール - "We Rule the School" - 3:27
8. 彷徨える日々の終焉 - "My Wandering Days Are Over" - 5:25
9. それでも僕は愛さない - "I Don't Love Anyone" - 3:56
10. Mary Jo - "Mary Jo" - 3:29

## 参加ミュージシャン
- スチュアート・マードック - ボーカル、ギター
- スティーヴィー・ジャクソン - ギター
- クリス・ゲッズ - キーボード、ピアノ
- スチュアート・デヴィッド - ベース
- リチャード・コルバーン - ドラムス
- イゾベル・キャンベル - チェロ

アディショナル・ミュージシャン
- ミック・クック - トランペット